# Riders on the Storm (The Doors)
Riders on the Storm è il tredicesimo singolo della discografia dei The Doors, nonché secondo estratto dall'album L.A. Woman.

## Descrizione
La canzone nacque un giorno in sala di registrazione, quando Jim Morrison si mise ad improvvisare cantando il testo di una vecchia canzone dal nome Ghost Riders in the Sky che velocemente cambiò in Riders on the Storm. Nell'introduzione della canzone, durante la fase di mixaggio i Doors inclusero un effetto pioggia con temporali, che la rende piena d'atmosfera. Il 45 giri si piazzò 14ª nella classifica Billboard Hot 100 negli Stati Uniti, e 22ª in Gran Bretagna.

### Registrazione
Il brano fu inciso nello studio Doors Workshop nel dicembre 1970 con l'assistenza di Bruce Botnick, ingegnere del suono di vecchia data della band, che insieme ai Doors coprodusse le sedute di registrazione per l'album. Jim Morrison registrò la traccia vocale principale e poi si sovraincise mentre sussurrava il testo del brano per creare un effetto eco. Secondo Manzarek fu l'ultimo brano registrato dai Doors nella formazione classica con Morrison, e anche l'ultima canzone registrata da Morrison ad essere pubblicata. Il singolo (Lato B: The Changeling) uscì nel 1971, poco prima della morte di Morrison, entrando nella classifica Hot 100 il 3 luglio 1971, data del suo decesso.
L'ex produttore discografico dei Doors, Paul Rothchild, aveva lasciato le sedute di registrazione perché non approvava il materiale che la band stava provando per il nuovo album. Si è spesso affermato che sia stata proprio Riders on the Storm il pretesto per l'abbandono di Rothchild, che l'avrebbe definita "musica da cocktail", causando il distacco fra il produttore e il gruppo.

### Testo
Nel testo compare la sinistra figura dell'autostoppista assassino, già presente in alcune poesie di Morrison e protagonista del suo progetto cinematografico HWY, film amatoriale da lui scritto, diretto ed interpretato. Tale personaggio era ispirato alla figura di Billy Cook, serial killer che nel 1950 uccise sei persone, tra cui l'intera famiglia Mosser (padre, madre e i loro tre figli), aggredendone inoltre anche altre, facendosi dare passaggi in giro per gli Stati Uniti prima di essere catturato e giustiziato nel 1952.

### Video musicale
Il video musicale è stato girato nel 2021, per il cinquantesimo anniversario della canzone, dalla coppia di videomaker brasiliani (coniugi nella vita) Brendo+Gonfiantini: ricolmo di computer grafica, mostra un onirico e allucinato viaggio di una ragazza (interpretata dalla modella e attrice brasiliana Gabrielle Joye, accreditata come Gabe Joye) in una highway a bordo della sua motocicletta.

## Curiosità
- Il batterista della band, John Densmore, intitolò Riders on the Storm la sua autobiografia pubblicata nel 1990, nella quale raccontava dettagliatamente la storia della sua vita e il periodo trascorso nei Doors.
- Ray Manzarek e il chitarrista Roy Rogers reinterpretarono la canzone sotto forma di duetto strumentale sul loro album del 2008 intitolato Ballads Before the Rain.
- Nel novembre 2009 il brano fu inserito nella Grammy Hall of Fame nella categoria "Brani Rock".
- La canzone fu eseguita in concerto dai Doors con Morrison in due occasioni, durante l'L.A. Woman Tour alla State Fair Music Hall di Dallas, TX (ultimo spettacolo), l'11 dicembre 1970 e alla Warehouse di New Orleans, Louisiana, il 12 dicembre 1970. Questo fu l'ultimo concerto dei Doors con Jim Morrison. Era la seconda data del tour, ma fu anche l'ultima: il tour fu cancellato per il pessimo stato di salute di Morrison.
- Nel 2012 Riders on the Storm fu utilizzata in alcuni spot mandati in onda in Italia dalle reti RAI in occasione dei giochi olimpici di Londra.
- La canzone ispirò il film The Hitcher - La lunga strada della paura, come dichiarò lo sceneggiatore Eric Red.
- Nel primo episodio della sesta stagione di Teen Wolf, la canzone fa capire a Lydia cosa sta succedendo a Beacon Hills.

## Classifica
| Anno | Singolo                              | Chart             | Posizione |
| ---- | ------------------------------------ | ----------------- | --------- |
| 1971 | Riders on the Storm / The Changeling | Billboard Hot 100 | 14        |

## Cover
- Annabel Lamb nel 1983.
- La band Cameo nel 1990.
- Nel 2004 Snoop Dogg incise una reinterpretazione di Riders on the Storm per il gioco Need for Speed Underground 2.
- Carlos Santana nel 2010 fece una cover di questa canzone e la incise nel suo album Guitar Heaven: The Greatest Guitar Classics of All Time.
- I Wolfmother hanno reinterpretato la canzone dal vivo a Outside Lands nel 2010, in medley con la loro White Unicorn.[6]